# Prix Jean-Luc-Lagardère (course hippique à Enghien)
Le Prix Jean-Luc-Lagardère, prix d'Europe jusqu'en 2002, est une course hippique de trot attelé se déroulant fin juillet ou début août sur l'hippodrome d'Enghien-Soisy.
C'est une course européenne de Groupe II réservée aux chevaux de 4 à 11 ans ayant gagné au moins 130 000 €.
Le Prix Jean-Luc-Lagardère se court sur la distance de 2 875 mètres, départ volté. L'allocation s'élève à 150 000 €, dont 67 500 € pour le vainqueur.
La course est créée en 1922, sous le nom de prix du Printemps et est rebaptisée prix d'Europe en 1926,.

## Palmarès depuis 1970
| Année | Vainqueur          | Pays    | Père               | Driver                | Entraîneur            | Réd.km |
| ----- | ------------------ | ------- | ------------------ | --------------------- | --------------------- | ------ |
| 2025  | Koctel du Dain     | France  | Boccador de Simm   | David Thomain         | Philippe Allaire      | 1'12"1 |
| 2024  | Jushua Tree        | France  | Bold Eagle         | Jean-Michel Bazire    | Jean-Michel Bazire    | 1'12"5 |
| 2023  | Oracle Tile        | Suède   | Ready Cash         | Théo Duvaldestin      | Thierry Duvaldestin   | 1'12"3 |
| 2022  | Delfino            | France  | Speedy Blue        | Mathieu Mottier       | Mathieu Mottier       | 1'12"6 |
| 2021  | Dorgos de Guez     | France  | Romcok de Guez     | Jean-Michel Bazire    | Jean-Michel Bazire    | 1'13"5 |
| 2020  | Cleangame          | France  | Ouragan de Celland | Jean-Michel Bazire    | Jean-Michel Bazire    | 1'14"5 |
| 2019  | Valokaja Hindo     | Norvège | Great Challenger   | Christophe Martens    | Jean-Michel Bazire    | 1'12"9 |
| 2018  | Aubrion du Gers    | France  | Memphis du Rib     | Jean-Michel Bazire    | Jean-Michel Bazire    | 1'11"3 |
| 2017  | Aubrion du Gers    | France  | Memphis du Rib     | Jean-Michel Bazire    | Jean-Michel Bazire    | 1'13"  |
| 2016  | Bird Parker        | France  | Ready Cash         | Jean-Philippe Monclin | Philippe Allaire      | 1'14"  |
| 2015  | Romanesque         | Italie  | Love You           | Christophe Martens    | Christophe Martens    | 1'15"3 |
| 2014  | Un Mec d'Héripré   | France  | Orlando Vici       | Franck Ouvrie         | Fabrice Souloy        | 1'14"4 |
| 2013  | Quoumba de Guez    | France  | Urfist des Prés    | Jean-Michel Bazire    | Jean-Michel Bazire    | 1'15"5 |
| 2012  | Roxane Griff       | France  | Ténor de Baune     | Éric Raffin           | Sébastien Guarato     | 1'15"8 |
| 2011  | Roxane Griff       | France  | Ténor de Baune     | Éric Raffin           | Sébastien Guarato     | 1'14"4 |
| 2010  | Ilaria Jet         | Italie  | Pine Chip          | Christophe Martens    | Vincent Martens       | 1'12"8 |
| 2009  | Perlando           | France  | Giant Cat          | Jos Verbeeck          | Alphonse Vanberghen   | 1'14"4 |
| 2008  | Notre Haufor       | France  | Podosis            | Christian Bigeon      | Christian Bigeon      | 1'16"2 |
| 2007  | Notre Haufor       | France  | Podosis            | Christian Bigeon      | Christian Bigeon      | 1'13"5 |
| 2006  | Jardy              | France  | Cygnus d'Odyssée   | Jean-Michel Bazire    | Jean-Michel Bazire    | 1'13"8 |
| 2005  | Joyau d'Amour      | France  | Viking's Way       | Jos Verbeeck          | Michaël-Jean Ruault   | 1'14"3 |
| 2004  | Jackal             | France  | Uno Atout          | Dominik Locqueneux    | Pierre-Desiré Allaire | 1'13"6 |
| 2003  | Général du Lupin   | France  | Lutin d'Isigny     | Michel Lenoir         | Jean-Paul Marmion     | 1'14"7 |
| 2002  | Kiss Melody        | France  | Extreme Dream      | Dominik Locqueneux    | Pierre-Desiré Allaire | 1'14"2 |
| 2001  | Général du Pommeau | France  | Sébrazac           | Jules Lepennetier     | Jules Lepennetier     | 1'14"  |
| 2000  | Jackhammer         | Suède   | Demilo Hanover     | Ulf Nordin            | Ulf Nordin            | 1'15"3 |
| 1999  | Giant Cat          | France  | Quito de Talonay   | Nicolas Roussel       | Nicolas Roussel       | 1'14"9 |
| 1998  | Nevele Cero O      | Norvège | My Nevele          | Pierre Vercruysse     | Arend de Wrede        | 1'16"5 |
| 1997  | Chaillot           | France  | Jet du Vivier      | Pierre Levesque       | Pierre Levesque       | 1'16"4 |
| 1996  | Coktail Jet        | France  | Quouky Williams    | Jean-Étienne Dubois   | Jean-Étienne Dubois   | 1'14"9 |
| 1995  | Abo Volo           | France  | Lurabo             | Jos Verbeeck          | Paul Viel             | 1'16"2 |
| 1994  | Vourasie           | France  | Fakir du Vivier    | Bernard Oger          | Léopold Verroken      | 1'18"8 |
| 1993  | Arnaqueur          | France  | Fakir du Vivier    | Karim Hawas           | Ali Hawas             | 1'16"7 |
| 1992  | Strabo             | France  | Jet de Prapin      | Gérard Mascle         | Bernard Desmontils    | 1'16"4 |
| 1991  | Strabo             | France  | Jet de Prapin      | Yves Dreux            | Bernard Desmontils    | 1'16"7 |
| 1990  | Quiriam            | France  | Inconnu de Retz    | Ulf Nordin            | Ulf Nordin            | 1'17"3 |
| 1989  | Sébrazac           | France  | Éjakval            | Michel Roussel        | Jean Lou Peupion      | 1'17"4 |
| 1988  | Ourasi             | France  | Greyhound          | Jean-René Gougeon     | Jean-René Gougeon     | 1'15"5 |
| 1987  | Potin d'Amour      | France  | Chambon P          | Jan Kruithof          | Jan Kruithof          | 1'16"1 |
| 1986  | Ourasi             | France  | Greyhound          | Jean-René Gougeon     | Jean-René Gougeon     | 1'17"4 |
| 1985  | Ourasi             | France  | Greyhound          | Jean-René Gougeon     | Jean-René Gougeon     | 1'19"  |
| 1984  | Minou du Donjon    | France  | Quioco             | Michel Roussel        | Jean Lou Peupion      | 1'18"3 |
| 1983  | Lutin d'Isigny     | France  | Firstly            | Jean-Paul André       | Maurice Cornière      | 1'18"9 |
| 1982  | King Black         | France  | Aigle Noir         | Gérard Mottier        | Patrick-Marc Mottier  | 1'19"3 |
| 1981  | Idéal du Gazeau    | France  | Alexis III         | Eugène Lefèvre        | Eugène Lefèvre        | 1'18"4 |
| 1980  | Jorky              | France  | Kerjacques         | Léopold Verroken      | Léopold Verroken      | 1'19"  |
| 1979  | Éjakval            | France  | Kerjacques         | Jean-Claude David     | Jean-Claude David     | 1'19"  |
| 1978  | Carlo d'Orsay      | France  | Quiz               | Camille Bottoni       |                       | 1'18"5 |
| 1977  | Carlo d'Orsay      | France  | Quiz               | Camille Bottoni       |                       | 1'19"7 |
| 1976  | Éléazar            | France  | Kerjacques         | Léopold Verroken      |                       | 1'17"6 |
| 1975  | Duc de Vrie        | France  | Quirinus III       | Bernard Froger        |                       | 1'21"4 |
| 1974  | Capri              | France  | Pacha Grandchamp   | Jean-René Gougeon     |                       | 1'19"7 |
| 1973  | Buffet II          | France  | Nonant le Pin      | Louis Hanse           |                       | 1'18"4 |
| 1972  | Vad                | France  |                    | F. Nolais             |                       | 1'21"2 |
| 1971  | Une de Mai         | France  | Kerjacques         | Jean-René Gougeon     |                       | 1'18"  |
| 1970  | Tony M             | France  | Horus L            | Léopold Verroken      |                       | 1'19"1 |

## Sources
- Pour les conditions de course et les dernières années du palmarès : Prix d'Europe et Prix Jean-Luc-Lagardère sur le site de la SETF
- Pour les courses plus anciennes : archives des quotidiens  (Ouest-France, Sud-Ouest…)